# Everett McGill
Pour les articles homonymes, voir McGill.
Everett McGill, né le 21 octobre 1945 à Miami Beach, en Floride, est un acteur américain de cinéma. Il interprète surtout de nombreux rôles de militaires.
Il a tenu le rôle principal dans La Guerre du feu de Jean-Jacques Annaud. Il a aussi joué le personnage de "Big" Ed Hurley, le garagiste, dans la série télévisée Twin Peaks.

## Filmographie
- 1979 : Yanks de John Schlesinger
- 1980 : Brubaker de Stuart Rosenberg
- 1980 : Union City de Marcus Reichert
- 1981 : La Guerre du feu de Jean-Jacques Annaud : Naoh
- 1984 : Dune de David Lynch : Stilgar
- 1985 : Peur bleue (Silver Bullet) de Daniel Attias : Révérend Lester Lowe
- 1986 : Le Maître de guerre de Clint Eastwood : Commandant Malcolm Powers
- 1986 : Field of Honor de Hans Scheepmaker
- 1988 : Iguana de Monte Hellman
- 1989 : Permis de tuer de John Glen : Ed Killifer
- 1990 : Mystères à Twin Peaks de David Lynch : Ed Hurley
- 1990 : Jezebel's Kiss de Harvey Keith
- 1991 : Le Sous-sol de la peur de Wes Craven : l'homme, copropriétaire du ghetto, surnommé "Papa" par sa sœur
- 1995 : Piège à grande vitesse de Geoff Murphy : Marcus Penn
- 1996 : Président ? Vous avez dit président ? (My Fellow Americans) : Colonel Paul Tanner
- 1998 : Jekyll Island de Ken Du Puis
- 1999 : Une histoire vraie de David Lynch
- 2017 : Twin Peaks (saison 3) : Ed Hurley